# 陈白尘
陈白尘（1908年3月2日—1994年5月28日），原名征鸿，又名斐、增鸿，笔名墨沙、江浩等，男，江苏淮阴人，中国剧作家。陈白尘对于讽刺喜剧有着独到的贡献，代表作有《升官图》、《乌鸦与麻雀》等，被誉为“中国的果戈理”。

## 生平
陈白尘出生于清江浦十里长街东端水渡口，1926年考入上海文科专科学校，同年加入中国国民党，次年因不满四一二事变而退党。后追随田汉，成为南国社骨干之一，1930年加入左联，1932年加入中国共青团，同年9月被国民政府逮捕下狱，1935年出狱。其后成为自由撰稿人，写出了大量戏剧作品。
中华人民共和国成立后，陈于1950年加入中国共产党，担任上海市文联秘书长等职。1953年当选为中国作家协会秘书长。1966年，在“文化大革命”中由北京中国作家协会贬至江苏省文联，期间创作《牛棚日记》，记录这个“伟大”的时代。1978年，陈出任南京大学中文系系主任，后又当选中国戏剧家协会副主席。